# Samuel Weymouth Tapley Seaton
Samuel Weymouth Tapley Seaton (ur. 28 lipca 1950 na wyspie Saint Kitts, zm. 29 czerwca 2023) – polityk z Saint Kitts i Nevis, od 20 maja 2015 gubernator generalny Saint Kitts i Nevis do 1 lutego 2023 (do 2 września 2015 pełniący obowiązki).